# Troy Franklin
Troy Chissell Franklin, Jr.  (Baltimore, Maryland, 7 de noviembre de 1989) es un baloncestista estadounidense que actualmente juega en el GTK Gliwice de la Polska Liga Koszykówki. Con 1,83 metros de estatura, juega en la posición de base y escolta.

## Trayectoria deportiva
Es un base formado en Our Lady Of Mt. Carmel High School de Essex (Maryland), antes de ingresar en 2018 en la Universidad de Towson, situada en Towson (Maryland), donde jugaría durante tres temporada la NCAA con los Towson Tigers, desde 2008 a 2011.
Tras una temporada en blanco, en 2012 cambia de universidad e ingresa en la Universidad Estatal Coppin, situada en Baltimore, Maryland, donde jugaría una temporada la NCAA con los Coppin State Eagles.
El 4 de septiembre de 2015, firma por el Team FOG Næstved de la Basket Ligaen danesa.
En la temporada 2016-17, firma por el KK Koper Primorska de la 1. A slovenska košarkarska liga.
En la temporada 2017-18, regresa al Team FOG Næstved de la Basket Ligaen danesa.
En la temporada 2018-19, jugaría en las filas del Jonava Jonavos de Lituania y en el Akademik Bulteks 99 Plovdiv de la Liga NBL búlgara.
En la temporada 2019-20, se marcha a Rumanía para jugar en el BC Timișoara de la Liga Națională.
En 2020, firma por el Akhisar Belediyespor de la Türkiye Basketbol 1. Ligi, la segunda división turca.
En la temporada 2021-22, vuelve a Rumanía para jugar en el SCM CSU Craiova de la Liga Națională.
El 21 de julio de 2022, firma por el GTK Gliwice de la Polska Liga Koszykówki.